# Kojonup
Kojonup – miasto w Australii, w stanie Australia Zachodnia.